# Charles Chipiez
Charles Chipiez (1835. – 1901.) bio je francuski arhitekt, povjesničar arhitekture i egiptolog. Krajem 19. stoljeća zajedno s Georgesom Perrotom, arheologom i stručnjakom za antičku arhitekturu, odlazi na putovanje prema Istoku koje im je sponzorirala izdavačka kuća Hachette. Na putovanju prolaze kroz Grčku, Tursku, Egipat, Iran i druge zemlje. Prilikom putovanja detaljno analiziraju i rekonstruiraju drevne spomenike (poput Perzepolisa) na temelju pažljivog promatranja skulpture i ruševina. Svoj rad objavili su u više svezaka, a popraćen je velikim brojem ilustracija.

## Poveznice
- Perzepolis
- Ahemenidsko Perzijsko Carstvo
- Georges Perrot

## Galerija
- Projekcijski prikaz Perzepolisa
- Krov apadane
- Rekonstrukcija apadane
- Darijeva palača (tačara)
- Krov tačare
- Dvorana od stotinu stupova
- Studija krova dvorane od stotinu stupova

## Vanjske poveznice
- Djela Charlesa Chipieza